# 马塞达
马塞达，是西班牙加利西亚自治区奥伦塞省的一个市镇。总面积102平方公里，总人口3241人（2001年），人口密度32人/平方公里。